# Mariano Ascona
Mariano Azcona fue un político peruano. 
Fue elegido diputado suplente por la provincia de Paucartambo en 1889 durante los gobiernos de Andrés Avelino Cáceres y Remigio Morales Bermúdez y reelecto en el mismo cargo y por la misma provincia en 1892. Su mandato se vio interrumpido por la Guerra civil de 1894.